# Alphaville (sastav)
Alphaville je njemački synth-pop sastav koji je bio popularan u 1980-ima. Osnivači sastava su Marian Gold (rođen kao Hartwig Schierbaum 26. svibnja 1954.) i Bernhard Lloyd (rođen kao Bernhard Gößling 2. veljače 1960. godine), a sastav se u počecima zvao Forever Young. Frank Mertens (rođen kao Frank Sorgatz 26. listopada 1961.) pridružio im se 1982.
Alphaville su najpoznatiji po dva najveća hita, "Big in Japan" i "Forever young", koja je u 1980-ima bila česta glazbena tema srednjoškolskih maturalnih plesova.
1984., novonazvani Alphaville izdaje debi-singl "Big in Japan", nakon kojeg su uslijedili "Sounds Like a Melody" i "Forever young", a ubrzo i album "Forever young". Usprkos golemu uspjehu Frank Mertens iste godine napušta sastav i biva zamijenjen Rickyjem Echoletteom (rođenim pod imenom Wolfgang Neuhaus 6. kolovoza 1960.) u siječnju 1985.
1986. izlazi im drugi album, "Afternoons in Utopia", a 1989. i treći "The Breathtaking Blue". Umjesto snimanja pojedinačnih video spotova za pjesme, sastav je zaposlio devet producenata da naprave film pod nazivom "Songlines" na temelju njihove glazbe.
Sljedeći album, "Prostitute", izdan je tek 1994., a 1996. Ricky Echolette napušta Alphaville. 1997., bez njega, izlazi "Salvation", a 2000. album "Stark Naked and Absolutely Live".
Također, izdana su i dva box-seta, no ne u klasičnom smislu: naime, umjesto pukih kolekcija već objavljenih skladbi, ovdje je riječ o 12 čitavih albuma, od kojih su neki live albumi, neki albumi s neizdanim starim skladbama, a veći dio posve novi materijali. Prvi set izdan je 1999. pod nazivom "Dreamscapes", a drugi, "CrazyShow" (ili "Dreamscapes 9-12") 2003. godine. Sav materijal na "CrazyShowu" je posve nov.
Bernhard Lloyd nije svirao na "CrazyShowu", te je nedugo nakon izdavanja tog seta, 18. ožujka 2003. napustio sastav. Trenutačno, Alphaville su Marian Gold, Rainer Bloss i Briton Martin Lister.

## Diskografija
- "Forever young" (1984.)
- "Afternoons In Utopia" (1986.)
- "The Breathtaking Blue" (1989.)
- "Prostitute" (1994.)
- "Salvation" (1997.)
- "Dreamscapes" (1999., box-set)
- "Stark Naked and Absolutely Live" (2000., live album)
- "Forever Pop" (2001., album remixeva)
- "CrazyShow" (2003., box-set, poznat i kao "Dreamscapes 9-12")
- "Catching Rays On Giant" (2010.)
- "Strange Attractor" (2017.)

## Vanjske poveznice
- Službene web-stranice sastava Alphaville